# Остров фантазий (телесериал, 2021)
«Остров фантазий» (стилизованный под FANTASY ISLAND) — американский фантастический драматический телесериал, созданный Элизабет Крафт и Сарой Фейн для Fox. Это продолжение оригинального сериала 1977 года. Премьера сериала состоялась 10 августа 2021 года, а за два дня до этого вышел специальный пилотный выпуск, «Добро пожаловать на новый остров фантазий», в котором был показан процесс съёмки сериала, и закадровые моменты.
В ноябре 2021 года сериал был продлён на второй сезон, а 23 декабря 2021 вышел спецвыпуск на тему Рождества. Премьера второго сезона запланирована на 2 января 2023 года.
Слоган сериала: «Что этот остров может сделать для тебя?». В мае 2023 года телесериал был закрыт после второго сезона.

## Актёрский состав и персонажи
Основные герои
- Розелин Санчес — Елена Рорк (хозяйка острова, внучатая племянница мистера Рорка из оригинального сериала)
- Киара Барнс — Руби Акуда[7]

Герои второго плана
- Джон Габриэль Родрикес — Хавьер (пилот и перевозчик всех гостей на остров)[7]

Приглашённые звёзды
- Беллами Янг — Кристин Коллинз[8][9]
- Одетта Эннебл — Дафна[10][11]
- Дэйв Эннебл — Зева[10][11]
- Дафна Зунига — Марго[12]
- Джози Биссет — Камилла[12]
- Лора Лейтон — Нетти[12]
- Лесли Джордан — Джаспер[13]

## Эпизоды
Пилотный эпизод (2021)
| Режиссёр                                    | Автор сценария | Дата премьеры | Зрители U.S. (млн) |      |
| ------------------------------------------- | -------------- | ------------- | ------------------ | ---- |
| «Добро пожаловать на новый Остров Фантазий» | Анди Майерс    | Браин Кахх    | август 8, 2021     | 0.55 |

1 сезон (2021)
| 1  | «Голодная Кристин / Мел любить Руби»           | Adam Kane           | Телесценарий : Elizabeth Craft & Sarah Fain     | август 10, 2021   | 101 | 2.05 |
| 2  | «Его и её / Отель Heartbreak»                  | Adam Kane           | Телесценарий : Jane Espenson Сюжет : Our Lady J | август 17, 2021   | 102 | 1.72 |
| 3  | «Квантовая запутанность»                       | Kimberly McCullough | Adria Lang                                      | август 24, 2021   | 104 | 1.60 |
| 4  | «Однажды в Гаване»                             | Laura Belsey        | Dailyn Rodriguez                                | август 31, 2021   | 103 | 1.58 |
| 5  | «Дважды в жизни»                               | Tara Miele          | Sono Patel                                      | сентябрь 7, 2021  | 105 | 1.45 |
| 6  | «Большая пятёрка О»                            | Diana Valentine     | Adria Lang Сюжет : Sarah Fain                   | сентябрь 12, 2021 | 107 | 2.03 |
| 7  | «Романтика и Броманс»                          | Laura Belsey        | Mary Angélica Molina & Adam Belanoff            | сентябрь 14, 2021 | 106 | 1.24 |
| 8  | «Día de los Vivos (День живых)»                | Rachel Raimist      | Adam Fierro                                     | сентябрь 19, 2021 | 108 | 1.71 |
| 9  | «Добро пожаловать в Снежный шар, часть первая» | Steven Tsuchida     | Ben Edlund                                      | декабрь 23, 2021  | 109 | 1.81 |
| 10 | «Добро пожаловать в Снежный шар, часть вторая» | Jude Weng           | Jane Espenson                                   | декабрь 23, 2021  | 110 | 1.81 |

## Производство
15 декабря 2020 года стало известно, что телеканал Fox заказал современную адаптацию старого «Острова фантазий», созданную Элизабет Крафт и Сарой Фейн. 8 сентября 2021 стало известно, что ведутся переговоры о продлении сериала на второй сезон. 4 ноября 2021 года стало известно, второму сезону — быть.
21 апреля 2021 года Киара Барнс получила одну из главных ролей, а Джон Габриэль Родрикес получил роль второго плана — пилота, перевозящего людей на остров. 27 апреля 2021 года Розелин Санчес получила главную роль, владелицы острова Елены Рорк. 5 мая 2021 было объявлено, что Беллами Янг станет приглашённой звездой. 3 июня 2021 было объявлено, что Дэйв и Одетт Эннебл появятся в шоу также, в роли гостей острова. 16 июля 2021 года было объявлено, что звезды " Мелроуз Плейс " Лора Лейтон, Джози Биссет и Дафна Зунига так же появятся в шоу как приглашённые гости. 22 ноября 2021 сообщили, что Родрикес получил главную роль во втором сезоне.
Съёмки проходили на Пуэрто-Рико.
Премьера «Острова фантазий» состоялась на канале Fox 10 августа 2021 года. 8 августа 2021 года, за два дня до премьеры, состоялась премьера пилотного выпуска под названием «Добро пожаловать на новый остров фантазий», в котором был показан процесс съёмки сериала. После продолжения сериала на второй сезон был анонсирован двухчасовой праздничный спец-эпизод под названием «Добро пожаловать в Снежный шар», который вышел 23 декабря 2021 года. Премьера второго сезона запланирована на 31 мая 2022.

## Критика
Веб-сайт агрегатор обзоров Rotten Tomatoes сообщает о рейтинге одобрения 67 % со средним рейтингом 6,6 из 10 на основе 12 отзывов критиков. Metacritic, использующий среднее значение от критиков, присвоил оценку 62 из 100, что указывает на «в общем-то одобрительные отзывы».